# Niittyhuippu
Niittyhuippu est une tour du quartier de Niittykumpu, à Espoo en Finlande.

## Présentation
Niittyhuippu est située à côté de la station de métro Niittykumpu. 
Le sommet de la tour culmine à 85 mètres et elle compte 24 étages,. 
La construction de l'édifice s'est été achevée le 30 octobre 2017.
Le centre commercial Niitty est situé aux étages inférieurs du bâtiment, les résidents peuvent y accéder directement par ascenseur. 
Le dernier étage du bâtiment a une terrasse sur le toit qui est utilisée par les résidents.